# Frank Gore
Franklin "Frank" Gore (født 14. maj 1983 i Coconut Grove, Florida, USA) er en amerikansk footballspiller, der spiller i NFL som running back for Miami Dolphins siden den 22. marts 2018, hvor han skrev en 1-årig kontrakt.
Han har spillet for  San Francisco 49ers lige siden han kom ind i ligaen i 2005, efter at være blevet valgt i tredje runde af NFL's draft. Frank Gore holder rekorden for flest rushing yards i San Francisco 49ers' historie.
Gores præstationer er fem gange blevet belønnet med udtagelse til Pro Bowl.

## Klubber
- 2005-2014: San Francisco 49ers
- 2015-2017: Indianapolis Colts
- 2018-: Miami Dolphins